# 1811 Bruwer
1811 Bruwer este un asteroid din centura principală, descoperit pe 24 septembrie 1960, de PLS.